# Tomáš Vystrk
Tomáš Vystrk (* 21. September 1993) ist ein tschechischer Mittelstreckenläufer, der sich auf den 800-Meter-Lauf spezialisiert hat.

## Sportliche Laufbahn
Erste internationale Erfahrungen sammelte Tomáš Vystrk im Jahr 2021, als er bei den Halleneuropameisterschaften in Toruń mit 1:52,48 min in der ersten Runde über 800 Meter ausschied.
2013 wurde Vystrk tschechischer Meister über 800 Meter im Freien sowie in der Halle und 2020 siegte er mit der 4-mal-400-Meter-Staffel seines Vereins. 2021 wurde er erneut Hallenmeister über 800 Meter.

## Persönliche Bestzeiten
- 800 Meter: 1:47,93 min, 22. August 2020 in Ostrava
  - 800 Meter (Halle): 1:48,20 min, 30. Januar 2021 in Prag
- 1000 Meter: 2:23,85 min, 28. August 2019 in Brünn